# Voorhees (New Jersey)
Voorhees è un comune degli Stati Uniti d'America, nella contea di Camden, nello Stato del New Jersey. Come da censimento del 2010 degli USA, la comunità conta 29 131 abitanti. La cittadina è un sobborgo della Greater Philadelphia Metropolitan Area.
Codice postale 08043

## Storia

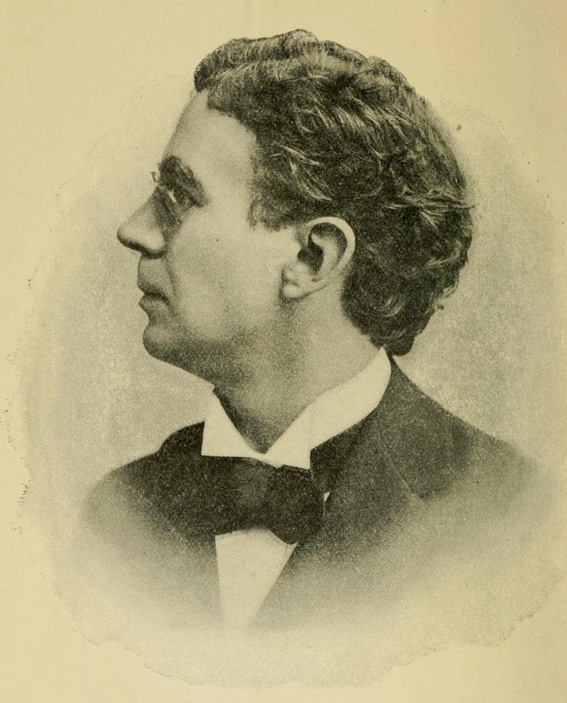
Il Governatore Foster McGowan Voorhees

La città assunse l'attuale denominazione in onore di Foster McGowan Voorhees, governatore del New Jersey, che, il 3 marzo 1899, supportò la petizione della borgata intenzionata a staccarsi da Waterford per costituire un comune separato.
L'etimologia del nome ricade nella sfera delle lingue germaniche, in particolare “Voor” è un prefisso olandese che significa "davanti a", mentre “Hees”  è un paese vicino Ruinen, nella provincia di Drenthe nei Paesi Bassi.

## Società

### Evoluzione demografica
Dal censimento statunitense del 2010 la popolazione della città risultò essere pari a 29.131 persone, con un aumento di 1.005 (+3,6%) abitanti rispetto ai 28.126 contati nel censimento del 2000, che vide un incremento di 3.567 (+14,5%) unità rispetto alle 24.559 registrate nel 1990.Questo grafico non è disponibile a causa di un problema tecnico.
Si prega di non rimuoverlo.